# Бутиріно
Бути́ріно (рос. Бутырино) — село у складі Частоозерського округу Курганської області, Росія.
Населення — 273 особи (2010, 395 у 2002).
Національний склад станом на 2002 рік:
- росіяни — 88 %